# La Rue (film, 1923)
Pour les articles homonymes, voir La Rue (homonymie).
Pour plus de détails, voir Fiche technique et Distribution.
La Rue (Die Straße) est un film allemand réalisé par Karl Grune, sorti en 1923.
Ce film donnera naissance à un style, le Straßenfilm (ou film de rue).

## Synopsis
Un homme de la province en a assez de la bourgeoisie, de l'étroitesse oppressante de sa vie. Il veut échapper à la monotonie quotidienne, à la vie terne du mariage. Une nuit, il claque la porte de la maison et va dans la grande ville prétendument attrayante. Une fois là-bas, dans une rue, il rencontre une femme, une prostituée de toute évidence et l'accompagne à une salle de danse. À l'intérieur, deux voyous, le proxénète et son complice, font jouer un homme et l'endettent par leurs tricheries. Mais celui-ci n'est pas en mesure de rembourser et ne se doute pas qu'il va à la mort.
Les malfrats emmènent le joueur malheureux dans un appartement et le volent en le menaçant. Le petit-bourgeois est dans une pièce à côté avec la prostituée, pensant qu'il est en train de la séduire. Le joueur est assassiné, tout le monde fuit dans la panique. Lorsque les policiers arrivent, ils arrêtent le petit-bourgeois qui ne sait pas ce qui lui arrive. On le désigne comme le meurtrier et il est emprisonné jusqu'à l'arrestation de la prostituée et deux assassins et que la prostituée les accuse. Honteux, il décide de reprendre sa vie d'avant et retourne à sa maison, où sa femme l'attendait. Sans un mot, elle lui sert une soupe chaude.

## Fiche technique
- Titre original : Die Straße
- Réalisation : Karl Grune
- Scénario : Karl Grune et Julius Urgiß (de) d'après une idée de Carl Mayer
- Direction de la photo : Karl Hasselmann
- Pays d'origine :  République de Weimar
- Producteurs : Willy Lehmann.
- Sociétés de production : Stern-Film.
- Format : Noir et blanc
- Genre : Drame
- Durée : 74 min
- Date de la sortie :
  -  République de Weimar : 29 novembre 1923

## Distribution
- Eugen Klöpfer: Le petit-bourgeois
- Aud Egede Nissen: La prostituée
- Lucie Höflich: L'épouse
- Anton Edthofer: Le proxénète
- Leonhard Haskel (de): Le joueur
- Max Schreck: L'aveugle
- Hans Trautner : Le complice

## Autour du film
- La Rue comprend cinq actes et passe au comité de censure le 10 octobre 1923. Le film tourné au mois de mai 1923 sort la première fois le 29 novembre 1923 à Berlin.
- Le centre du film est l'impression de la rue montrée selon l'esthétisme du cinéma expressionniste, principalement le travail de Karl Görge et Ludwig Meidner, les directeurs artistiques.